# Dieter Stricksner
Dieter Stricksner (* 2. Juni 1938 in Halle/Saale) ist ein ehemaliger deutscher Fußballspieler. Für den SC Fortschritt Weißenfels, den SC Motor Jena und den Halleschen FC Chemie bestritt er zwischen 1959 und 1969 244 Spiele in der DDR-Oberliga, der höchsten Spielklasse im DDR-Fußball.

## Sportliche Laufbahn
Bis 1958 spielte Stricksner in den Fußball-Nachwuchsmannschaften des SC Chemie Halle. Noch bevor er ein Oberligaspiel bestritten hatte, absolvierte er Länderspiele mit der DDR-Nachwuchsnationalmannschaft. Dort wurde er zum ersten Mal am 4. Mai 1958 in der Begegnung Ungarn – DDR (0:2) als rechter Verteidiger aufgeboten. Bis 1960 kam Stricksner auf sieben Nachwuchsländerspiele.
Als Halle nach der Saison 1958 (Kalenderjahr-Rhythmus) aus der Oberliga absteigen musste, wechselte Stricksner zum Oberligisten SC Fortschritt Weißenfels. Dort bestritt er am 2. Spieltag der Saison 1959 in der Begegnung SC Fortschritt – Turbine Erfurt (3:1) sein erstes Oberligaspiel. Er wurde als zentraler Abwehrspieler eingesetzt und behielt diese Position in allen seinen 42 Oberligaeinsätzen (von 52) für den SC Fortschritt.
Die Saison 1960 beendete Fortschritt Weißenfels als Absteiger, und Nachwuchsnationalspieler Stricksner wurde zur Oberligamannschaft des SC Motor Jena delegiert. In Jena wurde er sofort Stammspieler, und nach anfänglichen Einsätzen als rechter Verteidiger spielte er danach auf seinem angestammten Platz im Abwehrzentrum. Bis 1965 gehörte er zur Stammelf der Jenaer. In seiner letzten Spielzeit in Jena 1964/65 spielte er während der Hinrunde durchgehend wieder auf der rechten Abwehrseite, anschließend setzte ihn Trainer Georg Buschner variabel auf allen Abwehrpositionen ein. 1962/63 wurde Stricksner mit dem SC Motor Meister und stand 1965 mit Jena im Endspiel um den FDGB-Pokal (SC Aufbau Magdeburg – SC Motor 2:1). Während seiner Jenaer Zeit bestritt Stricksner 102 von 114 ausgetragenen Oberligaspielen. Im Europapokal der Pokalsieger 1961/62 absolvierte Stricksner alle acht Spiele, ehe Jena im Halbfinale gegen Atlético Madrid mit 0:1 und 0:4 ausschied. Hinzu kommen die Einsätze in den beiden Europapokalspielen 1963 gegen Dinamo Bukarest (0:2, 0:1). Außerdem kam er im April 1961 zu einem Länderspieleinsatz mit der B-Nationalmannschaft (DDR – Ungarn 0:1).
Zur Saison 1965/66 kehrte Stricksner nach Halle zurück, wo sich der Hallesche FC Chemie inzwischen selbständig gemacht hatte. Dort hatte er bis 1969 weiter einen Stammplatz als Verteidiger in der Oberligamannschaft inne. Von den 104 in den vier Spielzeiten ausgetragenen Punktspielen bestritt er 94 Partien, in der Saison 1966/67 schoss er sein einziges Oberligator. 31-jährig spielte Stricksner 1969/70 seine letzte Oberligasaison, in der er nur in der Hinrunde sechsmal eingesetzt wurde. Nach 15 Spielen in der zweitklassigen DDR-Liga für HFC II beendete er im Sommer 1970 seine Laufbahn als Fußballspieler in den höheren Ligen.